# Saint-Trimoël
Saint-Trimoël är en kommun i departementet Côtes-d'Armor i regionen Bretagne i nordvästra Frankrike. Kommunen ligger i kantonen Moncontour som tillhör arrondissementet Saint-Brieuc. År 2022 hade Saint-Trimoël 521 invånare.

## Befolkningsutveckling
Antalet invånare i kommunen Saint-Trimoël
Referens:INSEE